# Gerätekraftwagen
Der Gerätekraftwagen (kurz: GKW) ist ein Einsatzfahrzeug verschiedener Behörden und Organisationen mit Sicherheitsaufgaben in Deutschland, insbesondere des Technischen Hilfswerks (THW).
Den Gerätekraftwagen ähnlich sind die Rüstwagen der Feuerwehr. Auch außerhalb des Technischen Hilfswerks werden gelegentlich von Feuerwehren und anderen Hilfsorganisationen Gerätekraftwagen eingesetzt oder nach eigenen Bedürfnissen weiterentwickelt. Trotz der sprachlichen Ähnlichkeit sind Gerätekraftwagen nicht mit den Gerätewagen zu verwechseln, die anderen Normen und Zielsetzungen unterliegen.

## Geschichte

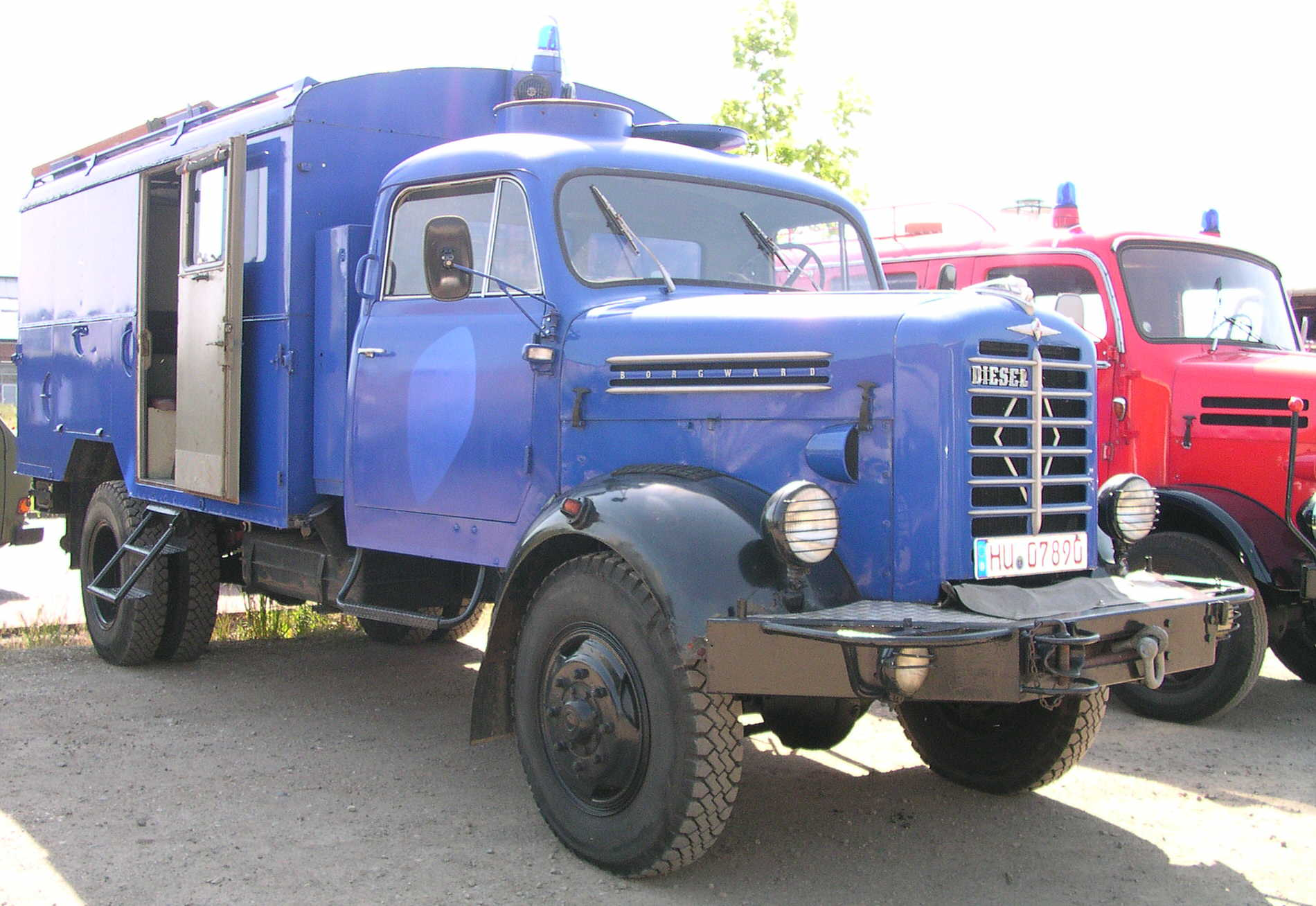
GKW der ersten Generation auf Allradfahrgestell von Borgward (B 555 A)

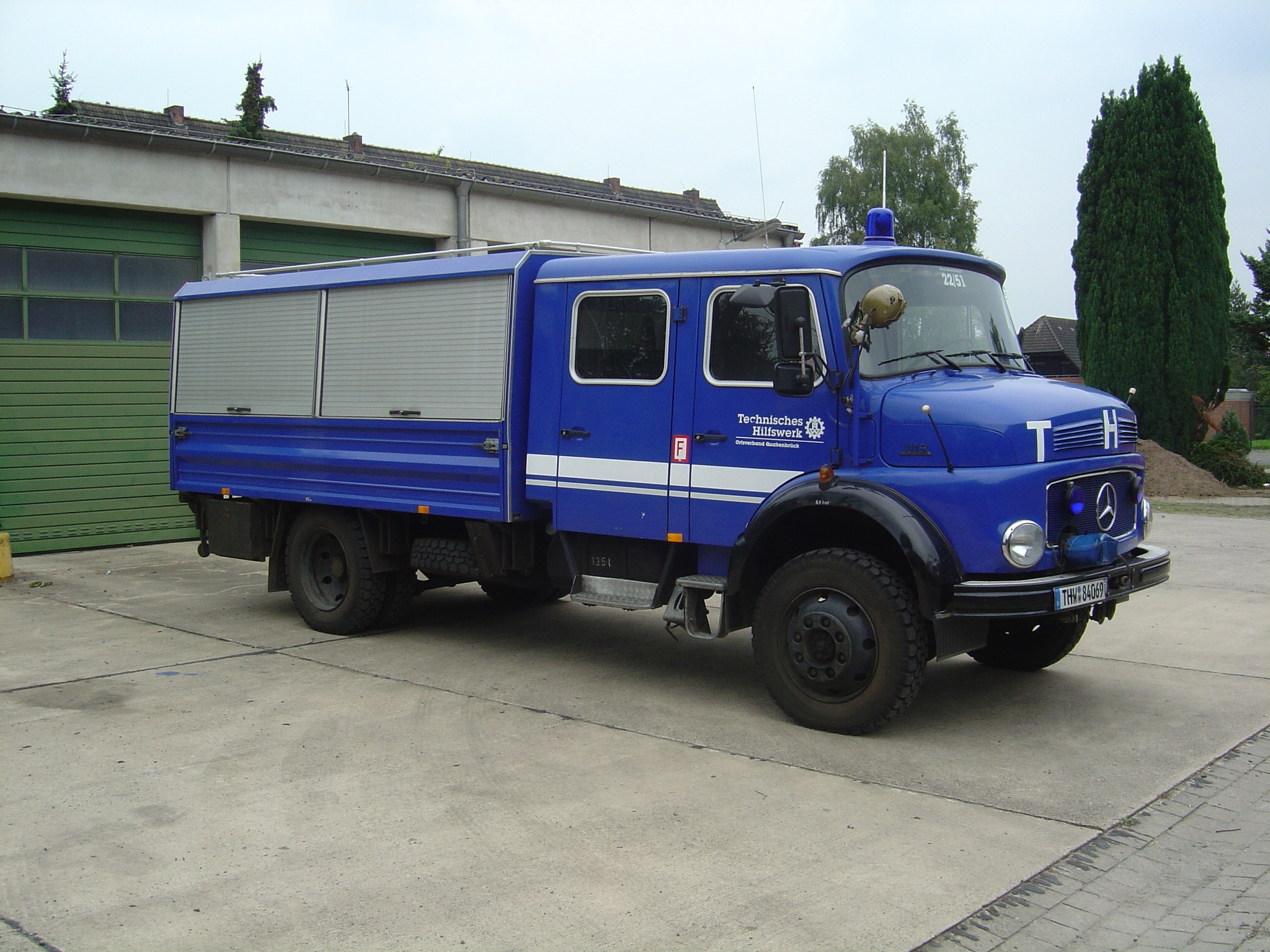
GKW 72 der ersten Serie von 1975 auf Kurzhauber von Daimler-Benz

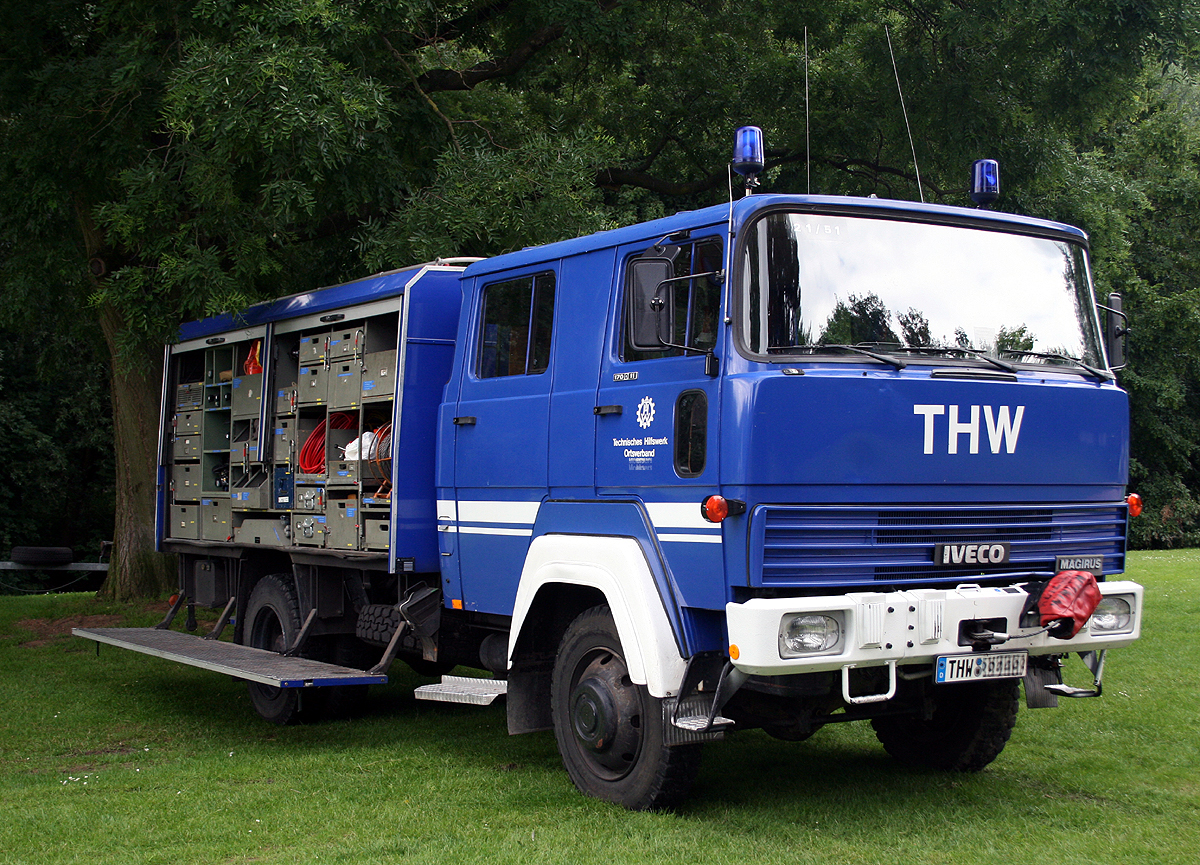
GKW 72 der zweiten Serie auf Frontlenker von Iveco Magirus

Die erste Generation der Gerätekraftwagen wurde für den Bergungsdienst des Katastrophenschutzes (zunächst Luftschutzhilfsdienst LSHD, später THW) der damals noch jungen Bundesrepublik Deutschland in den Jahren 1956 bis 1959 entwickelt. Als Trägerfahrzeug wurde ein Borgward B 4500 A, ab 1959 B 555 A mit einem Allrad-Fahrgestell für 8.800 kg zulässigem Gesamtgewicht ausgewählt, das mit einer mechanischen Vorbau-Seilwinde ausgerüstet wurde. Da im Führerhaus nur drei Personen inklusive Fahrer Platz fanden, wurden im Spezialaufbau Sitze (davon zwei Klappsitze) für acht weitere Personen vorgesehen. Der Kofferaufbau erhielt hinten und an jeder Seite je eine nach außen zu öffnende einflügelige Klapptür mit Fenster sowie eine motorunabhängige Heizung. Für die mitgeführten Geräte gab es sowohl von innen als auch von außen zugängige Fächer, Schübe, Kästen und Halterungen. Der Fachdienst-Ausstattung hatte ein Gewicht von etwa 1800 kg. Die äußere Farbgebung des Fahrzeuges war zunächst khakifarben, später das Fahrgestell einschließlich Kotflügel, Stoßstange und Felgen schwarz, das Führerhaus und der Aufbau ultramarinblau lackiert.
Von 1957 bis 1961 wurden zahlreiche GKW auf Borgward-Fahrgestellen – zunächst mit 95-PS-Dieselmotoren, später mit 110 PS – beschafft, die Kofferaufbauten wurden von verschiedenen Karosseriebauunternehmen (u. a. Kässbohrer) gefertigt. Da das Unternehmen Borgward 1961 in Konkurs ging und den Geschäftsbetrieb einstellte, musste ein neuer Lieferant für das Trägerfahrzeug gefunden werden. Ab 1962 wurden die GKW auf Magirus-Deutz Mercur 120 A-L mit luftgekühltem 120-PS-Dieselmotor und 10.000 kg zulässigem Gesamtgewicht beschafft. Ein Fahrzeug dieser Serie war noch 2023 im Ortsverband Fürth im Dienst und mit 60 Jahren das älteste Einsatzfahrzeug im Technischen Hilfswerk.
Für den erforderlichen Ersatzbedarf der GKW der ersten Generation und die Umstellung der taktischen Einheiten des Katastrophenschutzes von Bereitschaften auf Züge wurde 1972 unter Berücksichtigung der bisherigen Erfahrungen mit den bisherigen GKW die 2. Generation (GKW 72) konzipiert. Diese erhielt nun eine Doppelkabine mit zwei Sitzreihen, sodass alle Personen hier untergebracht werden konnte und der Kofferaufbau ausschließlich zur Unterbringung der Geräte vorgesehen werden konnte. Diese waren nun nur noch von außen zugänglich, wobei die drei nach unten abklappbaren, mit Luftfeder-Gewichtsausgleich ausgerüsteten Bordwände, die den unteren Teil der Gerätefächer abdecken, im abgeklappten Zustand als erhöhte Trittflächen dienten. Die oberen Bereiche der Gerätefächer waren durch Rollläden geschlossen. Die Seilwinde war nun hydraulisch mit automatischer Seilspulung und hatte eine maximale Zugkraft von 5 t.
Der GKW 72 wurde in zwei Fertigungsserien beschafft: die erste Serie mit 61 Fahrzeugen von 1975 hatte ein Daimler-Benz Kurzhauber-Allrad-Fahrgestell mit (zunächst) einfach-bereifter Hinterachse, einem 130-PS-Dieselmotor und einer Seilwinde mit max. 5-t-Zug nach vorn. Die Doppelkabine wurde bei verschiedenen Karosseriebauunternehmen, der Kofferaufbau von der Firma Büssing und Sohn in Braunschweig gefertigt.

Die etwas geänderte zweite Fertigungsserie hatte ein Magirus-Deutz 170 D 11 FA/37 Frontlenker-Allrad-Fahrgestell mit 3750 mm Radstand, doppelt-bereifter Hinterachse und luftgekühltem 176-PS-Dieselmotor. Die vorn angebrachte Seilwinde hatte max. 5-t-Zug nach vorn und max. 9,5-t-Doppelzug nach hinten. Der Geräteaufbau stammte von der Firma Voll in Würzburg. Von diesem Fahrzeug wurden in sechs Teilserien 430 Exemplare in den Jahren 1973 bis 1984 gebaut.
Anfang 2023 waren noch wenige Exemplare der älteren Gkw-Serien beim THW im Dienst: 10 Mercedes-Benz LA 1113 („Rundhauber“) der Baujahre 1982–1989, 21 Iveco 120-23 AW mit Baujahren ab 1992 sowie 15 Mercedes 1224 AF mit SK-Fahrerhaus der Baujahre 1995 und 1996. Anfang 2024 hatte sich die Zahl der eingesetzten GKW 72 auf 30 reduziert.

## Heutige Gerätekraftwagen
Der heutige Gerätekraftwagen basiert auf einer Neukonzeption des THW aus dem Jahr 1995, das den autarken Einsatz der Gruppen vorsah. In der Folge wurde der GKW I auf Basis eines Prototyps (Iveco Eurofire) entwickelt. Mit Einführung der Mehrzweckgerätewagen im THW ist die Bezeichnung „GKW 1 “entfallen. Es wird nur noch zwischen „GKW“ der Bergungsgruppen und den vereinzelt noch vorhandenen „GKW II“ in verschiedenen anderen Gruppen unterschieden.

### Bezeichnung und Funkrufname
Beim THW wird zur Fahrzeugbezeichnung im BOS-Funk eine Kombination Zahlen verwendet. Der GKW hat die Kennung 51, der nach wie vor stellenweise vorhandene GKW II die Kennung 52 oder in Ausnahmefällen 53.

### Gerätekraftwagen bzw. Gerätekraftwagen 1
| Gerätekraftwagen 1    | Gerätekraftwagen 1                                                       |
| Gerätekraftwagen 1    | Gerätekraftwagen 1                                                       |
| Fahrzeugdaten         | Fahrzeugdaten                                                            |
| --------------------- | ------------------------------------------------------------------------ |
| Einsatz seit          | Juni 2008                                                                |
| Motor                 | 280 PS Viertakt-Turbo-Dieselmotor, Reihensechszylinder 7,5 Liter Hubraum |
| Getriebeart           | Automatik (automatisiertes Schaltgetriebe) TipMatic                      |
| zul. Gesamtgewicht    | 16.100 kg (abgelasteter 18-Tonner)                                       |
| Länge / Höhe / Breite | 8,10 m / 3,35 m / 2,55 m                                                 |
| Besatzung             | 0/2/7/9                                                                  |
| Generatoren           | 8 kVA (im Kofferaufbau)                                                  |
| Seilwinde             | 50 kN / 100 kN                                                           |
| Anhängelast           | 19.900 kg                                                                |
| Verwendung in         | Bergungsgruppe                                                           |

Der Gerätekraftwagen, früher Gerätekraftwagen 1 (kurz: GKW oder GKW 1) ist ein Einsatzfahrzeug des THW entsprechend der StAN der Bergungsgruppe. Er ist zudem meist das Einsatzfahrzeug der Schnelleinsatzgruppe. Der GKW dient zur Beförderung der Einsatzmannschaft und als Geräteträger der Ausstattung. Ferner ist er selbst Arbeitsgerät durch seine technischen Möglichkeiten (z. B. durch die Seilwinde 50 kN bzw. 100 kN Zugkraft). 
Als Fahrgestelle werden Fahrzeuge vom Typ Iveco Eurocargo (FF 135/140), MAN TGM 18.280/290, Mercedes-Benz Axor und anschließend erneut MAN TGM 18.290 eingesetzt (Tabelle). 
Ab 2024 werden Mercedes-Benz Atego 1530 AS 4×4 in Dienst gestellt. Die Mustererprobung fand im November 2023 statt.
| Fahrgestell                  | Baujahre  | Aufbauhersteller          | Bestand Anfang 2024 |
| ---------------------------- | --------- | ------------------------- | ------------------- |
| Diverse (GKW 72)             | 1988–1996 | diverse                   | 30                  |
| Iveco Eurocargo (FF 135/140) | 1994–2007 | Magirus, Ziegler, Lentner | 296                 |
| MAN TGM 18.280/290           | 2008–2010 | Magirus                   | 110                 |
| Mercedes-Benz Axor 1829      | 2009–2015 | Rosenbauer                | 150                 |
| MAN TGM 18.290               | 2018–2021 | Freytag                   | 178                 |
| Mercedes-Benz Atego 1530     | 2024–     | Binz                      | 1                   |

#### Verwendungsmöglichkeiten
- Transportfahrzeug
  - Aufnahme der Bergungsgruppe einschließlich der persönlichen Ausstattung
  - Transport der Geräte- und Werkzeugausstattung der Bergungsgruppe
  - sowie von einsatzbedingter Zusatzbeladung bzw. Sonderausstattung
  - Arbeitsplatz / Befehlsstelle des Gruppenführers
- Arbeitsgerät
  - durch im Fahrgestell eingebaute, hydraulische Seilwinde mit 50 kN bzw. 100 kN Zugkraft
  - durch Verwendung als Arbeitsplatz zur Wartung/Instandsetzung der Ausstattung und zur Vorbereitung von Hilfskonstruktionen
  - Sprechfunkstelle mit fest eingebautem Funkgerät (4-m-Band und MRT Digitalfunkgerät)
- Zugfahrzeug
  - für Anhänger bis ca. 18 t zGG

#### Ausrückeordnungen
Der GKW ist Bestandteil des Technischen Zuges. Er rückt oft als erstes Fahrzeug aus. Ferner ist er Bestandteil der Schnelleinsatzgruppe.

#### Technik

##### Technischer Aufbau
Der GKW ist meist ein in Kastenbauweise realisierter Lkw mit Allradantrieb. Er verfügt über eine Seilwinde mit 5 bzw. 10 Tonnen Zugkraft.

##### Beladung
In der Regel ist auf dem GKW ein Großteil der STAN-Gerätschaften der Bergungsgruppe verlastet.
Viele Ortsverbände statten aber den GKW noch zusätzlich mit Sondergerätschaften aus, da dieses Fahrzeug meist auch als SEG-Fahrzeug zum Einsatz kommt. Somit wird der GKW an die örtlichen Gegebenheiten angepasst.

##### Detaillierte Beladeliste

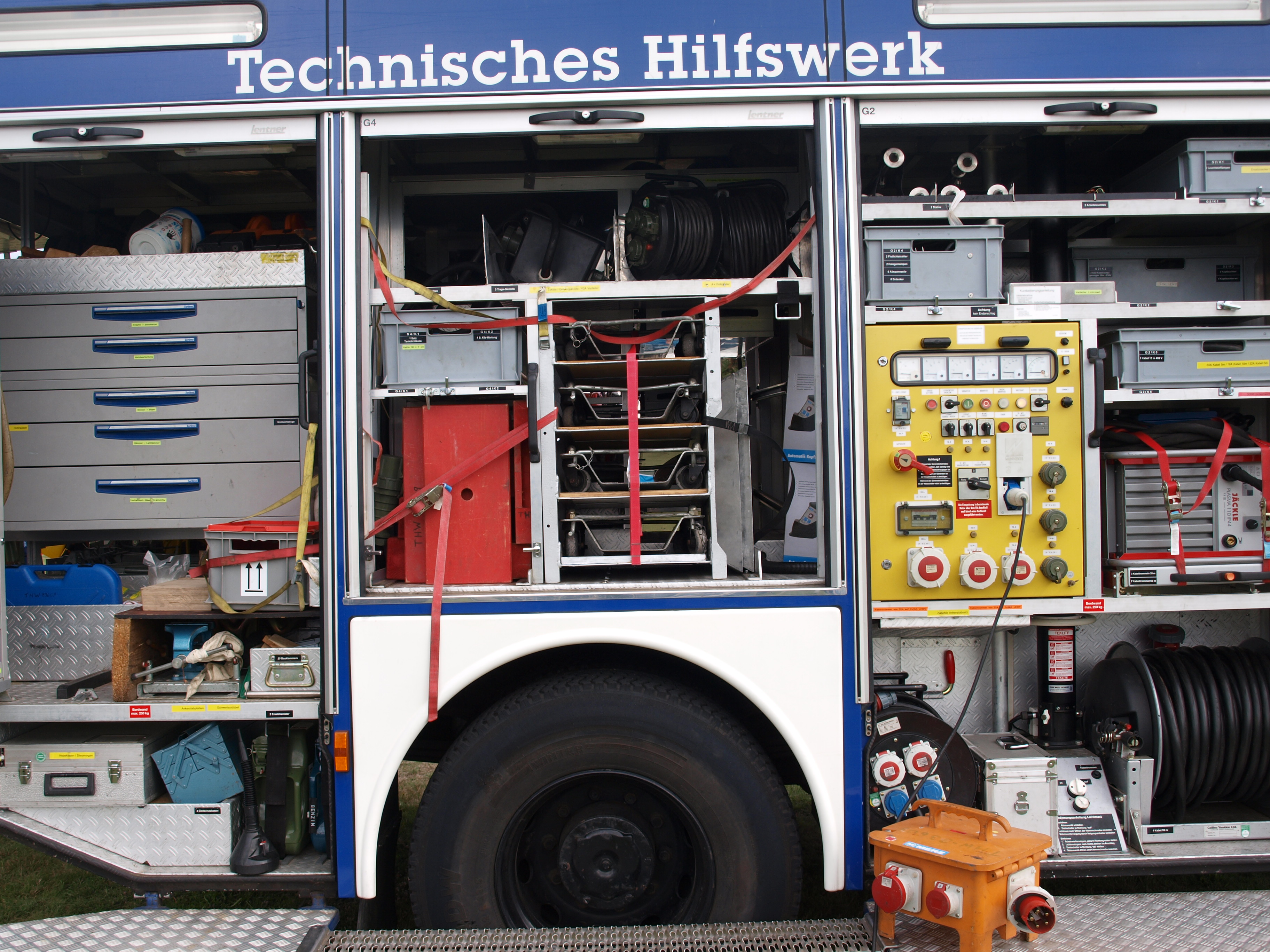
Geöffneter GKW 2 mit fest verbautem 50-kVA-Stromerzeuger

| Teil | Anzahl |
| --- | ------ |
| 40-t-Hebekissen | 2      |
| 15-t-Hydraulikheber | 2      |
| 10-t-Büffelwinden | 2      |
| Hydraulische Rettungsschere S 90                                                                                                 | 1      |
| Hydraulischer Rettungsspreizer SP 30                                                                                             | 1      |
| Mehrzweckzug 1,6 t mit Zubehör                                                                                                   | 1      |
| Motorsägen | 2      |
| Motortrennschleifer | 1      |
| Notstromaggregat 8 kVA | 1      |
| Stative mit je 1 × 1.000-Watt-Scheinwerfern                                                                                      | 2      |
| Bohrhammer | 2      |
| Brennschneidgerät mit Zubehör | 1      |
| Atemschutzgeräte in Schnelleinsatzhalterung                                                                                      | 4      |
| Rollgliss | 1      |
| Bergeschleppe | 1      |
| Schleifkorbtrage | 1      |
| komplette Werkstatt mit Werkbank und Schraubstock                                                                                | 1      |
| Steckleitern üblicherweise: 1 × Steckleiter Typ A, 3 × Steckleiter Typ B und 1 × Zusatz-Steckelement (ggf. 1 × Verbindungsstück) | 4      |
| Schiebleiter | 1      |
| Tauchpumpen | 1      |
| Verkehrssicherungsausstattung (Verkehrsleitkegel, Warnleuchten, Faltwarnschilder)                                                | 1      |
| Abstützmaterial | 1      |

#### Besonderheit
Es gibt auch zwei GKW 1 bei der Feuerwehr Hamburg (rot lackiert) bei den Freiwilligen Feuerwehren mit der Sonderkomponente „Bergung und Beleuchtung“ (FF Eppendorf und FF Warwisch) sowie einen zur Ausbildung an der Landesfeuerwehrschule. Daneben werden auch regelmäßig vom THW ausgesonderte Gerätekraftwagen von (oft kleineren) kommunalen Feuerwehren über die Vebeg erworben, und dort in unterschiedlichster Weise, etwa als Jugendgruppenfahrzeug oder Rüstwagenersatz weitergenutzt. Ein solcher GKW 1 tut beispielsweise gegenwärtig (als Jugendgruppenfahrzeug mit feuerlöschtechnischer Beladung Tragkraftspritze) in der Freiwilligen Feuerwehr Schalksmühle (Löschgruppe Hülscheid) seinen Dienst.
Die Landesbereitschaftspolizei Hamburg beschaffte 2019 einen Gerätegruppenkraftwagen (GGkW) der sich an den GKW  des THW orientiert.

### Gerätekraftwagen 2
| Gerätekraftwagen 2 | Gerätekraftwagen 2                             |
| Gerätekraftwagen 2 | Gerätekraftwagen 2                             |
| Fahrzeugdaten      | Fahrzeugdaten                                  |
| ------------------ | ---------------------------------------------- |
| Besatzung          | 0/1/8/9                                        |
| Generatoren        | 50 kVA, 3 kVA                                  |
| Verwendung in      | Fachgruppe Notversorgung und Notinstandsetzung |
| zul. Gesamtgewicht | 14.000 kg                                      |
| Antrieb            | Dieselmotor Allrad                             |

Der Gerätekraftwagen 2 (kurz: GKW 2 oder GKW II) ist ein Einsatzfahrzeug, das ab 1995 für die damalige 2. Bergungsgruppe beschafft wurde. Insgesamt wurden im Zeitraum 1995–1998 18 GKW II auf einem Allrad-Fahrgestell Iveco FF 135 E 24W mit Aufbau von Lentner beschafft. Ähnlich wie der GKW I verfügt das Fahrzeug über einen Gerätekoffer mit festen Staufächern. Im Unterschied zum GKW I hat der GKW II keine Seilwinde, dafür aber einen Lichtmast und einen 50 kVA-Stromerzeuger. Der im Prototypen von 1995 noch verbaute Kompressor zum Befüllen von Atemschutzgeräten fiel in der Serie weg. Von den 18 ausgelieferten Fahrzeugen waren 2023 sieben Fahrzeuge ausgesondert, sechs Fahrzeuge waren in einer Fachgruppe Notversorgung und Notinstandsetzung und die übrigen in Bergungsgruppen und Fachgruppen Schwere Bergung in Verwendung.
Nachfolger für die GKW II waren zunächst ab 2006 der Mehrzweckkraftwagen (MzKW) und seit 2021 der Mehrzweckgerätewagen (MzGW).

#### Verwendungsmöglichkeiten
- Transportfahrzeug
  - Aufnahme der Fachgruppe einschließlich der persönlichen Ausstattung
  - Transport der Geräte- und Werkzeugausstattung der Fachgruppe
- Arbeitsgerät
  - durch Verwendung als Arbeitsplatz zur Wartung/Instandsetzung der Ausstattung und zur Vorbereitung von Hilfskonstruktionen
- Zugfahrzeug
  - als Zugfahrzeug für Anhänger

##### Detaillierte Beladeliste
| Teil                                                   | Anzahl    |
| ------------------------------------------------------ | --------- |
| Absicherungsmaterial                                   | 1 Satz    |
| Ölbindemittel                                          | ca. 10 kg |
| Werkzeug                                               |           |
| Feuerlöscher                                           | 1         |
| Abschleppstange für Lkw                                | 1         |
| Hydraulikheber 6,5 t                                   | 1         |
| Bohr und Aufbrechhammer                                | 1         |
| Zahnstangenwinde                                       |           |
| Elektroschweißgerät                                    | 1         |
| Schaufeln, Spitzhacken, Spaten etc.                    |           |
| Kettensäge 51 cm Schwert                               | 1         |
| Leitern (bis 4,5 m Länge)                              | 4         |
| 4-m-Funkgerät                                          | 1         |
| Hebekissen 40 t                                        | 2         |
| Elektrokettensäge 25 cm Schwert                        | 1         |
| Notstromaggregat (50 KVA)                              | 1         |
| Notstromaggregat (3 KVA)                               | 1         |
| Scheinwerfer (1000 W)                                  | 2         |
| Stative (5 m)                                          | 2         |
| Atemschutzgeräte + Ersatzflaschen                      | 4         |
| Elektrotauchpumpe (1000 l/min) + 50 m B-Druckschlauch  | 1         |
| Werkzeugsatz (Holz-, Metall-, Gesteinbearbeitung)      | je 1      |
| Sanitätsausrüstung (Verbandmaterial etc.)              | 1         |
| Kabeltrommeln (50 m 230 V)                             | 2         |
| Kabeltrommel (50 m 400 V)                              | 1         |
| Mehrzweckzug (20 m / 50 m, mit Umlenkrollen bis 32 kN) | 1         |
| Drahtseile, Ketten und sonstige Anschlagmittel         | 1         |
| diverses Kleinmaterial                                 |           |